# 诺威石龙子属
诺威石龙子属（学名：Novoeumeces）是石龙子科的一属。

## 下属物种
本属包括以下物种：
- 施氏石龙子 Novoeumeces schneiderii [2]
  - 施氏石龙子阿尔及利亚亚种 Novoeumeces schneideri algeriensis